# My All
Singles de Mariah Carey
Breakdown
(1998) Sweetheart
(1998)
My All est une chanson de l'artiste américaine Mariah Carey issue de son sixième album studio Butterfly (1997). Elle sort en tant que quatrième single de l'album le 21 avril 1998 sous le label Columbia Records. La chanson est écrite et produite par Carey et Walter Afanasieff. My All est construite autour d'une mélodie latine, et use des percussions latines tout au long du premier refrain, avant de s'orienter vers un style plus R&B. Pour écrire la chanson, Carey s'inspire de son voyage à Porto Rico, où elle a été influencée par la culture. Les paroles dépeignent une femme qui « se donne entièrement » à son amant pour une nuit.
Le clip est enregistré en avril 1998. Il montre plusieurs scènes où la chanteuse est allongé sur un navire échoué et déplore la perte de son amant. Tout au long de la vidéo, Carey et son amoureux se caressent sous le ciel nocturne. Elle interprète My All lors de cérémonies comme les World Music Awards, Blockbuster Entertainment Awards, Saturday Night Live, The Rosie O'Donnell Show et plusieurs émissions télévisées européennes. Elle est aussi ajoutée à la programmation de sa tournée Butterfly World Tour (1998) et dans d'autres tournées plus récentes. David Morales remixe la chanson et Carey l'interprète plus tard en medley avec l'originale.
My All est bien reçue par les critiques musicales et connaît un succès commercial. Aux États-Unis, la chanson devient le treizième numéro un de Carey au Billboard Hot 100 et est certifié disque de platine Recording Industry Association of America (RIAA). À travers l'Europe, la chanson atteint la quatrième place du hit-parade britannique et le top 10 en Espagne, France, Suisse et Wallonie. En France, elle est certifiée disque d'argent par le Syndicat national de l'édition phonographique (SNEP).

## Genèse
Carey commence à écrire des chansons pour Butterfly dès 1996. Elle considère cette période comme un « moment de remise en question » et commence à écrire de la musique orientée vers le hip-hop et le R'n'B. De plus, elle commence à incorporer d'autres genres musicaux dans ses textes, développer de nouvelles idées et mélodies. Les émotions que ressent Carey à cette époque l'aident beaucoup pour écrire ses chansons car elle voudrait « mettre ses émotions dans ce qu'elle écrit ». Lors d'une interview avec Fred Bronson, elle explique à quel point son voyage à Porto Rico et ses émotions lui ont permis d'écrire My All :

« Je suis allé à Porto Rico et ai été influencée par sa culture et la musique latine. Quand je suis rentré, la mélodie est restée dans ma tête. J'étais à un moment si triste dans ma vie que la chanson reflète ce qui se passait en moi. C'était comme se retrouver dans une situation que vous voulez fuir mais que vous ne pouvez pas éviter, donc vous libérez vos émotions à travers vos paroles et la chanson. C'est ce qu'ont senti beaucoup de gens qui s'y sont reconnus, car l'émotion est très perceptible dans ce que vous entendez. »

Carey commence à intégrer sa personnalité dans son travail, et on peut la retrouver dans la plupart des pistes. Durant son séjour, elle est influencée par la culture Porto Ricaine et commence à harmoniser la musique qu'elle a entendue là-bas. Quand elle revient à New York, elle a déjà développé la mélodie et commence à travailler sur la chanson à San Francisco avec Walter Afanasieff.

## Enregistrement
Carey et Afanasieff travaillent ensemble depuis son premier album sorti en 1990. Ensemble, ils ont écrit les plus grands tubes de la chanteuse, de Hero à One Sweet Day. My All est leur dernière chanson car il ne participera pas à la production de Rainbow. Durant l'enregistrement de la chanson, Carey et son mari Tommy Mottola sont en instance de divorce. Afanasieff, qui a des relations avec les deux personnes, est mêlé à tout cela. Il raconte les difficultés qu'il a rencontrées pour développer My All avec la chanteuse, car ses relations se sont tendues avec le divorce. Afanasieff a été embauché par Mottola et Columbia Records et travaille intensément avec Carey en studio. Afanasieff raconte en profondeur, dans une interview avec Fred Bronson, les problèmes personnels qu'il a vécus avec Carey en 1997 :

« J'avais besoin de maintenir une relation solide avec Mottola. Durant cette période, le début de leur fin, j'ai du rester à l'écart plus que d'habitude car elle traversait une période difficile. Elle estimait qu'arrêter sa relation avec Mottola permettait de faire le ménage autour d'elle. Elle pensait que sa déchéance était due au personnage de chanteuse pop ballade qu'il avait défini. Je lui ai dit : « Mariah, tu as besoin de te redéfinir, c'est bien. Je suis ici pour faire ce que je dois faire et si tu veux revenir sur quelque chose ou recommencer, je suis là ». »

Carey écrit My All chez elle, à New York, et Afanasieff enregistre la chanson à San Francisco. Après lui avoir présenté la mélodie qu'elle a développée à Porto Rico, il commence à jouer les accords sur un piano tandis que Carey chantait la mélodie. Après avoir complété le refrain, elle écrit les paroles, et il ajoute un groove de percussions sur le refrain. Selon Afanasieff, My All a des origines latines. Même si elle n'a pas tellement connu son grand-père paternel vénézuélien, Carey dit que la musique « était inconsciemment en elle ». D'un autre côté, Afanasieff est né au Brésil, et a écouté de la musique brésilienne et russe toute sa vie. Lors d'une interview avec Fred Bronson, il décrit les mesures qu'ils ont prises pour enregistrer cette chanson :

« Je me souviens être allé dans la partie arrière du studio, et nous étions assis là, tard dans la nuit, en train d'écrire. Je me promenais entre certains sons et ai trouvé un son particulier venant d'une guitare acoustique. J'ai joué ces très beaux changements d'accords qui dirigeaient My All. Elle a commencé à chanter et moi à jouer, et nous sommes arrivés à la base de la chanson. J'ai mis un petit groove de percussions et c'était l'une des chansons les plus faciles à écrire avec elle. »

## Structure musicale
My All est une ballade qui incorpore RnB contemporain et musique latine avec les guitares et les percussions dans le premier refrain,. La chanson a un « son luxuriant » et se compose d'arpeggios de guitare produit dans le studio. My All est comparée au style musical de Toni Braxton. La chanson se situe dans la signature rythmique commune et dans la tonalité de Sol mineur. Elle a comme progression d'accords La, Fa1. La gamme vocale de Carey se situe entre les notes Si1 et Fa4 tandis que le piano et la guitare se situe entre Sol2 et Sol4. La chanson est différente par rapport à ce que Carey fait d'habitude car elle a un « fond latino ». L'arrangement instrumental et vocal utilisé dans la chanson est comparé aux productions de Kenneth "Babyface" Edmonds, en raison de ses « roucoulements R'n'B et la mélodie de la guitare ».

## Accueil

### Critique
My All reçoit de bonnes critiques de la part de la presse. Pour Stephen Thomas Erlewine d'AllMusic, la chanson est l'une de ses trois choix. Larry Flick du Billboard fait l'éloge de la chanson et la considère comme « l'hymne bijou ». Flick la considère également comme une « étincelle saveur maison qui rappelle légèrement Un-Break My Heart de Toni Braxton ». Tout en critiquant l'album, Flick critique le remix de Morales et dit : « Morales est à cheval entre l'agression souterraine et la pop-radio avec une facilité trompeuse, utilisant une piste ancrée par une puissante bassline avec des synthés dynamiques. C'est dix minutes de pur disco ». David Browne d'Entertainment Weekly loue l'instrumentation de la chanson : « avec sa guitare pincée avec douceur, c'est la meilleure piste que Babyface ait jamais faite ». Rich Juzwiak de Slant Magazine loue My All, et la considère comme la « chanson de sa carrière » et écrit : « les paroles sont aussi larges que crues ». Juzwiak décrit la « question centrale » de la chanson comme « naïve et crue », en la comparant à la dévastation d'un enfant parlant de la mort.

### Commercial
Même si My All est le quatrième single de Butterfly, il est la seconde sortie commerciale internationale. My All devient son treizième numéro un aux États-Unis, et elle est de ce fait la quatrième artiste avec le plus de numéro un. Elle ne reste numéro un qu'une semaine et est certifiée disque de platine par la Recording Industry Association of America (RIAA) pour la vente de plus d'un million d'exemplaires. My All atteint la quatrième place du Hot R&B/Hip-Hop Songs et la 18e du classement Adult Contemporary. Elle arrive à la 17e position du classement annuel du Billboard et la 99e du classement décennal,. Au Canada, la chanson entre à la 89e place du classement RPM le 18 mai 1998. Elle atteint la 28e place au bout de cinq semaines et passera au total six semaines dans le hit-parade,.
My All atteint la 39e position du hit-parade australien et ne passe que deux semaines dans le top 40. En Wallonie, elle atteint la neuvième place, et passe quatorze semaines au sein du classement wallon. En France, la chanson atteint le sixième rang et reste 24 semaines dans le hit-parade. My All est certifiée disque d'argent par le Syndicat national de l'édition phonographique (SNEP) pour la vente de 200 000 exemplaires. En Irlande, la chanson se hisse à la 21e position et séjourne sept semaines dans le hit-parade. En Norvège et en Suède, elle atteint les quinzième et quatorzième places,. En Suisse, elle reste 21 semaines dans le hit-parade suisse et arrive en septième position. Au Royaume-Uni, My All entre et arrive en quatrième position le 13 juin 1998. La chanson reste dans le classement pendant huit semaines, jusqu'au 1er août. Les ventes du single sont estimées à 160 000 exemplaires.

## Remixes et autres versions
My All présente deux remixes : le premier est un remake RnB contemporain intitulé My All/Stay Awhile (So So Def Remix). Carey ré-enregistre la chanson en ajoutant un échantillon de la chanson Stay a Little While par Loose Ends. Elle mélange le premier couplet de My All avec le couplet et le refrain de Stay a Little While. Il présente des passages de rap de Lord Tariq and Peter Grunz et est produit par Jermaine Dupri. Ce remix présente une autre version sans les couplets de rap. La seconde version est un remix dance de David Morales. Il est plus connu sous le nom Classic Club Mix) ; il s'agit de la première collaboration où Carey ne change pas complètement les paroles. Par conséquent, ce remix a une progression d'accords assez proche de la version originale, bien qu'il y ait de nouvelles paroles. Le remix a été interprété en medley avec la version originale lors de plusieurs tournées de la chanteuse.
Carey enregistre une version espagnole de My All intitulée Mi Todo. Contrairement à Hero (1993) et Open Arms (1995), la version espagnole a une tonalité différente de la version anglaise. La première ligne a été mal traduite et est grammaticalement incorrecte. La chanteuse déclarera plus tard sur son site web qu'elle n'enregistrera plus de chansons en espagnol tant qu'elle ne pourra pas vérifier les paroles et la prononciation. My All est la dernière chanson enregistré en anglais et en espagnol. Mi Todo a également été remixée et est sorti en tant que single promotionnel au Mexique.

## Clips
My All et My All/Stay Awhile (So So Def Remix) ont chacun un clip. Le clip de My All a été tourné en noir et blanc à Porto Rico et est réalisé par le photographe Herb Ritts. La vidéo commence avec Carey allongée sur un bateau renversé sur une plage, les yeux vers le ciel, et déplore la perte de son amant. Au fur et à mesure, on le voit au sommet d'un phare au milieu de l'océan, recherchant son amant perdu. D'autres scènes la montrent sur une conque, humide et vulnérable. Peu de temps après, on la voit marcher sur une allée bordée de fleurs blanches, jusqu'à ce qu'elle atteigne le haut du phare où elle est rejointe par son amant. Après la fin du second couplet, ils commencent à s'embrasser. Après avoir passé un moment intime, elle revient sur le chemin, souriante et heureuse. Les scènes où Carey est allongée sur une conque devant des fleurs sont inspirées de la peinture La Naissance de Vénus de Sandro Botticelli. Selon Chris Nickson, les scènes où Carey est allongée sur une conque montrent sa vulnérabilité sans son amant, soulignant le désir déjà important dans la chanson.
Un clip a été tourné pour le remix So So Def. Réalisé par Diane Martel, il a été tourné de façon à représenter une vidéo personnelle. Dupri, Tariq et Gunz apparaissent dans la vidéo. Il débute par des scènes où Carey et Dupri sont dans une petite maison et profitent chacun de l'autre. Au fur et à mesure de la progression de la vidéo, les deux autres musiciens hip-hop apparaissent dans la maison avec d'autres invités. Ils commencent à danser tout en sirotant des cocktails au bord de la piscine. Ensuite, Carey chante dans un jardin tandis que les autres la rejoignent sur la terrasse.

## Interprétations scéniques

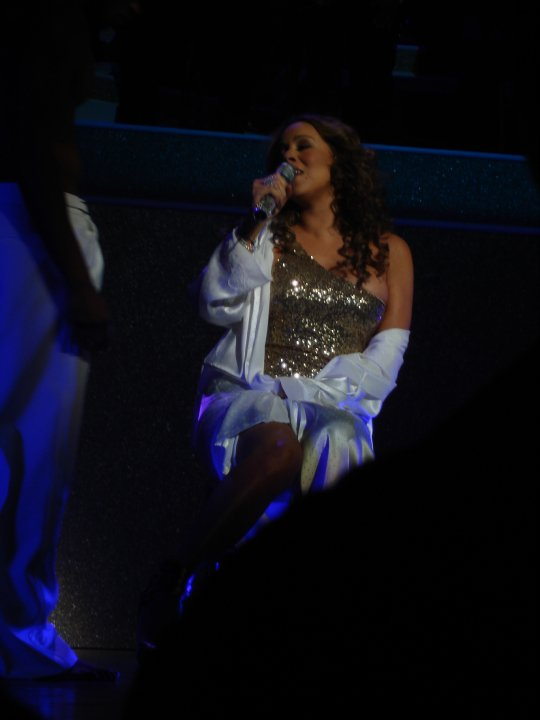
Mariah Carey interprétant My All à Las Vegas.

Carey interprète My All lors d'émissions télévisées aussi bien que dans ses tournées. Elle l'interprète pour The Rosie O'Donnell Show avec trois chœurs. Elle porte une robe courte et est interviewé par O'Donnell peu de temps après. Elle chante My All lors de la cérémonie des World Music Awards de 1998 ; elle interprète un medley de la version originale du remix dance. Lors des Blockbuster Entertainment Awards en 1998, elle chante la version originale avec un orchestre et des chœurs. Elle la reprend le 12 septembre 1997 pour l'émission Saturday Night Live avec Butterfly. De plus, Carey est l'une des cinq interprètes au VH1 Divas, où elle chante My All avec le remix dance. La chanson est reprise lors de l'émission Top of the Pops où elle interprète les deux versions.
My All est ajoutée à la programmation du Butterfly World Tour en 1998. Les concerts au Japon présentent une guitare latine et des chœurs. Le guitariste est présent tout au long de la tournée, remplaçant l'orchestre présent lors des apparitions télévisées. Pour les spectacles, elle portait un ensemble beige et plusieurs coiffures. Aucun remix n'a été interprété durant la tournée. Pour le Rainbow World Tour (2000), Carey interprète la version originale avec l'orchestre et les chœurs. Depuis le Charmbracelet World Tour en 2004, Carey n'a pas interprété la version originale en entier et la remplace par le remix après le second couplet. Durant les concerts, elle porte un bikini noir et est accompagnée par des chœurs. Lors de l'Angels Advocate Tour (2010), elle interprète les versions originales et remix de la chanson, en étant assise. Encore une fois, les versions originales et remix sont en medley et présentent le même fond que les tournées précédentes.

## Crédits
- Mariah Carey – chant, auteur, coproductrice
- Walter Afanasieff – auteur, coproducteur

Crédits issus de l'album Butterfly

## Versions
| É.U. CD single 1. My All – 3:51 2. Breakdown – 4:58 CD Maxi-single européen 1. My All – 3:51 2. My All (Morales Classic Radio Mix) – 4:21 3. My All (Morales Classic Club Mix) – 9:06 4. My All (Full Crew Main Mix) – 4:40 5. My All (Full Crew Radio Mix) – 3:57 | É.U. Vinyl 45 tours 1. My All (Classic Club Mix) – 9:06 2. The Roof (Back in Time) (Mobb Deep Mix) – 5:29 3. Breakdown (The Mo'Thugs Remix) – 4:58 4. Fly Away (Butterfly Reprise) (Fly Away Club Mix) – 9:50 Vinyl 45 tours européen 1. My All (Classic Club Mix) – 9:06 2. My All (My Club Mix) – 7:08 3. My All – 3:51 4. My All (Classic Radio Club Mix) – 4:15 |

## Classements et certifications
| Pays                                     | Position | Certification |
| ---------------------------------------- | -------- | ------------- |
| Allemagne                                | 30       | –             |
| Australie                                | 39       | –             |
| Autriche                                 | 31       | –             |
| Belgique (Nl)                            | 38       | –             |
| Belgique (Fr)                            | 9        | –             |
| Canada                                   | 28       | –             |
| Espagne                                  | 9        | –             |
| Europe                                   | 9        | –             |
| France                                   | 6        | Argent        |
| Irlande                                  | 21       | –             |
| Norvège                                  | 15       | –             |
| Nouvelle-Zélande                         | 21       | –             |
| Pays-Bas                                 | 32       | –             |
| Royaume-Uni                              | 4        | –             |
| Suède                                    | 14       | –             |
| Suisse                                   | 7        | –             |
| États-Unis                               | 1        | Platine       |
| États-Unis Hot Adult Contemporary Tracks | 18       | Platine       |
| États-Unis Hot Dance Club Play           | 5        | Platine       |
| États-Unis Hot R&B/Hip-Hop Songs         | 4        | Platine       |

| Pays          | Position | Année | Période   |
| ------------- | -------- | ----- | --------- |
| Belgique (Fr) | 59       | 1998  | 1997-1998 |
| France        | 35       | 1998  | 1997-1998 |
| Suède         | 78       | 1998  | 1997-1998 |
| Suisse        | 41       | 1998  | 1997-1998 |
| États-Unis    | 17       | 1998  | 1997-1998 |

| Pays       | Position | Année | Période   |
| ---------- | -------- | ----- | --------- |
| États-Unis | 99       | 1999  | 1990-1999 |

## Compléments